# Mildred Gillars
Mildred Gillars, (29 de noviembre de 1900, Portland, Maine — 25 de junio de 1988, Columbus, Ohio) fue una locutora, actriz y periodista estadounidense, propagandista radiofónica del Tercer Reich durante la Segunda Guerra Mundial.

## Biografía
Tras iniciar estudios de arte dramático en la Universidad Wesleyana de Ohio que no llegó a concluir, Gillars formó parte, en papeles menores, de compañías de teatro itinerantes. Tras una estancia en Argel en 1929, en 1934 llegó a Alemania con la intención de estudiar música, ejerciendo posteriormente como profesora de inglés en la Academia Berlitz de Berlín.
En 1940, fue contratada como locutora en la Reichs-Rundfunk-Gesellschaft, la corporación de radio oficial alemana. En esta tarea y, una vez iniciada la Segunda Guerra Mundial, la voz susurrante de Gillars llegó a ser conocida por sus programas de guerra psicológica en inglés escuchadas por muchos miles de soldados estadounidenses en la radio de onda corta que emitían canciones nostálgicas, siendo un tema recurrente de estas transmisiones la infidelidad de las esposas y las novias de los militares mientras éstos se encontraban en los frentes del norte de África y Europa, llegando a preguntarse si las mujeres se mantendrían fieles, "especialmente si os mutilan y no regresáis de una sola pieza".
Justo antes de la invasión aliada de Normandía en 1944, Axis Sally (sobrenombre que le atribuyeron los estadounidenses; se presentaba con su sensual voz simplemente como "Sally", entre otros nombres) transmitió un relato desmoralizador y exagerado de los horrores que esperaban a cualquier soldado aliado lo suficientemente temerario como para invadir la Fortaleza Europa de Adolf Hitler.
La última transmisión de Gillars tuvo lugar el 6 de mayo de 1945, dos días antes del fin de la guerra en Europa. Gillars sería localizada y arrestada en 1946 por la contrainteligencia de Estados Unidos, siendo apresada junto con algunos de sus colaboradores como Herbert John Burgman o Donald S. Day, en el Campamento King de Oberursel. Finalmente trasladada a los Estados Unidos, fue acusada de 10 cargos de traición (1947) aunque condenada solo por uno de ellos (1949), la transmisión previa al desembarco de Normandía. Fue condenada a una multa de 10.000 dólares y condenada a prisión de 10 a 30 años. Puesta en libertad tras doce años, en 1961, y convertida al catolicismo durante su reclusión, entró en el Convento de Nuestra Señora de Belén en Columbus, Ohio, y enseñó francés, música y alemán en un instituto de la Orden. Concluyó sus estudios en la Universidad Wesleyana de Ohio en 1973. Falleció a consecuencia de un cáncer de colon en 1988.